# Mount Baldwin (Antarktika)
Mount Baldwin ist ein Berg im Norden des ostantarktischen Viktorialands. Er ragt 8 km südöstlich der Smiths Bench in den Freyberg Mountains auf.
Das Advisory Committee on Antarctic Names benannte ihn 1964 nach Thomas T. Baldwin (1937–1992), Transportspezialist für die Mannschaft des United States Antarctic Research Program zur Durchquerung und Erkundung des Viktorialands zwischen 1959 und 1960.